# Campeonato de Fútbol de Costa Rica 1961 Asofutbol
El Campeonato de Fútbol de 1961, fue la primera y única edición de la Liga Superior de Costa Rica, organizada por la ASOFUTBOL en disputarse, luego sería reconocido por la FEDEFUTBOL como la edición número 41 del torneo.
En este año se da una situación histórica, Herediano, Alajuelense, Cartaginés, Orión F.C. y Saprissa fueron expulsados de la FEDEFUTBOL, por lo que formaron la ASOFUTBOL y jugaron un campeonato aparte, el cual fue a fin de cuentas el declarado "oficial" de 1961, dejando al campeonato de la FEDEFUTBOL como no oficial, hasta 1999, con la instauración de la UNAFUT, que se reconocieron ambos campeonatos válidos.
El campeonato se jugó entre el 14 de mayo y el 22 de octubre de 1961.
Una vez finalizado el torneo, los 5 equipos fueron nuevamente aceptados por la FEDEFUTBOL en 1962.
Fue el primer campeonato jugado a cuatro vueltas, y este formato se mantuvo hasta el Campeonato de 1968.
| Provincia | N.º | Equipos         |
| --------- | --- | --------------- |
| San José  | 2   | Saprissa, Orión |
| Alajuela  | 1   | Alajuelense     |
| Cartago   | 1   | Cartaginés      |
| Heredia   | 1   | Herediano       |

## Formato del Torneo
El torneo disputado a cuatro vueltas. Los equipos debían enfrentarse todos contra todos. No hubo descenso.

## Tabla de posiciones
| Equipo | Pts | PJ | PG | PE | PP | GF | GC | DG  |
| --- | --- | -- | -- | -- | -- | -- | -- | --- |
| Club Sport Herediano | 25  | 16 | 12 | 1  | 3  | 47 | 24 | +23 |
| Deportivo Saprissa | 17  | 16 | 8  | 1  | 7  | 31 | 20 | +11 |
| Club Sport Cartaginés | 17  | 16 | 7  | 3  | 6  | 35 | 30 | +5  |
| Liga Deportiva Alajuelense | 17  | 16 | 7  | 3  | 6  | 36 | 35 | +1  |
| Orión F.C. | 4   | 16 | 2  | 0  | 14 | 16 | 56 | -40 |
| Pts – Puntos; PJ – Partidos Jugados; PG - Partidos Ganados; PE - Partidos Empatados; PP - Partidos Perdidos; GF – Goles a Favor; GC – Goles en Contra; DG – Diferencia de Goles |     |    |    |    |    |    |    |     |

|  |                  |
|  | Campeón Nacional |

| Campeón Club Sport Herediano Campeonato #15 |

Planilla del Campeón: Hérberth Ulloa, Álvaro Cháves, José Manuel Villalobos, Álvaro Grant, Carlos Marín, Danilo Montero Campos, William Carpio, Guido Peña, Carlos Pantoja, Froilán Matamoros, Hernán Alvarado, Edgar Quesada, Rodolfo Ferguson, Sidney Brown, Manrique Quesada.

## Goleadores
| Jugador            | Equipo      | Goles |
| ------------------ | ----------- | ----- |
| Alberto Armijo     | Cartaginés  | 15    |
| Juan Ulloa         | Alajuelense | 10    |
| Danilo Montero     | Herediano   | 8     |
| Everardo Rodríguez | Herediano   | 7     |
| Rigoberto Rojas    | Saprissa    | 7     |
| Carlos Troz        | Cartaginés  | 6     |
| Guido Alvarado     | Alajuelense | 6     |
| William Carpio     | Herediano   | 6     |

## Descenso
| Descenso campeonato 1961      | Descenso campeonato 1961 |
| ----------------------------- | ------------------------ |
| Descendido a Segunda División | No hubo                  |
| Ascenso a Primera División    | Uruguay de Coronado      |

## Torneos
| Predecesor: Campeonato 1960 | Liga Superior de Costa Rica Campeonato 1961 ASOFUTBOL | Sucesor: Campeonato 1961 (FEDEFUTBOL) |